# 奥托·罗特
奥托·罗特（德語：Otto Rothe，1924年11月6日—1970年1月9日），德国男子马术运动员。他曾代表德国、德国联队参加1952年和1956年夏季奥林匹克运动会马术比赛，获得二枚银牌。